# Nefertiti
Nefertiti (Tebes, segle xiv aC - Al-Amārna, c 1330 aC) va ser faraona a l'Egipte, després de la mort del seu marit Akhenaton (Amenofis IV). El seu bust, conservat al Neues Museum a Berlín, és una obra d'art destacada de l'antiguitat.
El seu nom vol dir «Bonica és la bellesa d'Amon», i per un temps probablement es va dir Neferneferuaton («Bonica és la bellesa d'Aton»). El seu nom durant el seu regne final va probablement ser Semekhkara (o Semenkhare).

## Orígens i primers anys
Gairebé no se sap res de la vida de Nefertiti abans del seu matrimoni amb Akhenaton. Les escenes de les tombes dels nobles d'Amarna esmenten que Nefertiti tenia una germana, segons les fonts Mutbenret o Mutnedjmet, la que seria muller d'Horemheb molt probablement com a mostra de continuïtat en legitimitat en el seu ascens al tron. A més, una dona anomenada Tey, fillastra de la reina Tiy, portava el títol de "Infermera de la Gran Esposa Reial", i el seu marit Ay portava el títol de "Pare de Déu", que alguns egiptòlegs creuen que aquest títol s'utilitzava per a un home la filla del qual es va casar amb el faraó. Basant-se en aquests títols, s'ha proposat que Ay era de fet el pare de Nefertiti. Tanmateix, ni Ay ni Tey es refereixen explícitament com els pares de Nefertiti a les fonts existents però tampoc no existeix cap font que contradigui directament la paternitat d'Ay, que es considera probable a causa de la gran influència que va exercir durant la vida de Nefertiti i després de la seva mort. Segons una altra teoria, Nefertiti era filla d'Ay i d'una dona diferent de Tey, però la primera dona d'Ay va morir abans de l'ascens de Nefertiti a la posició de reina, amb la qual cosa Ay es va casar amb Tey, convertint-la en la madrastra de Nefertiti. No obstant això, tota aquesta proposta es basa en especulacions i conjectures.
També s'ha proposat que Nefertiti era la germana plena d'Akhenaton, encara que això es contradiu amb els seus títols que no inclouen el títol de "filla del rei" o "germana del rei", normalment utilitzat per indicar un parent d'un faraó. Una altra teoria sobre la seva filiació que va guanyar cert suport va identificar a Nefertiti amb la princesa mitannina Tadukhepa, basant-se parcialment en el nom de Nefertiti ("La dona bella ha vingut") que ha estat interpretat per alguns estudiosos com a significat d'un origen estranger. No obstant això, Tadukhipa ja estava casada amb el pare d'Akhenaton i no hi ha proves de cap raó per la qual aquesta dona hauria d'alterar el seu nom en una proposta de matrimoni amb Akhenaton, ni cap evidència contundent d'origen estranger no egipci per a Nefertiti.

## Regnat

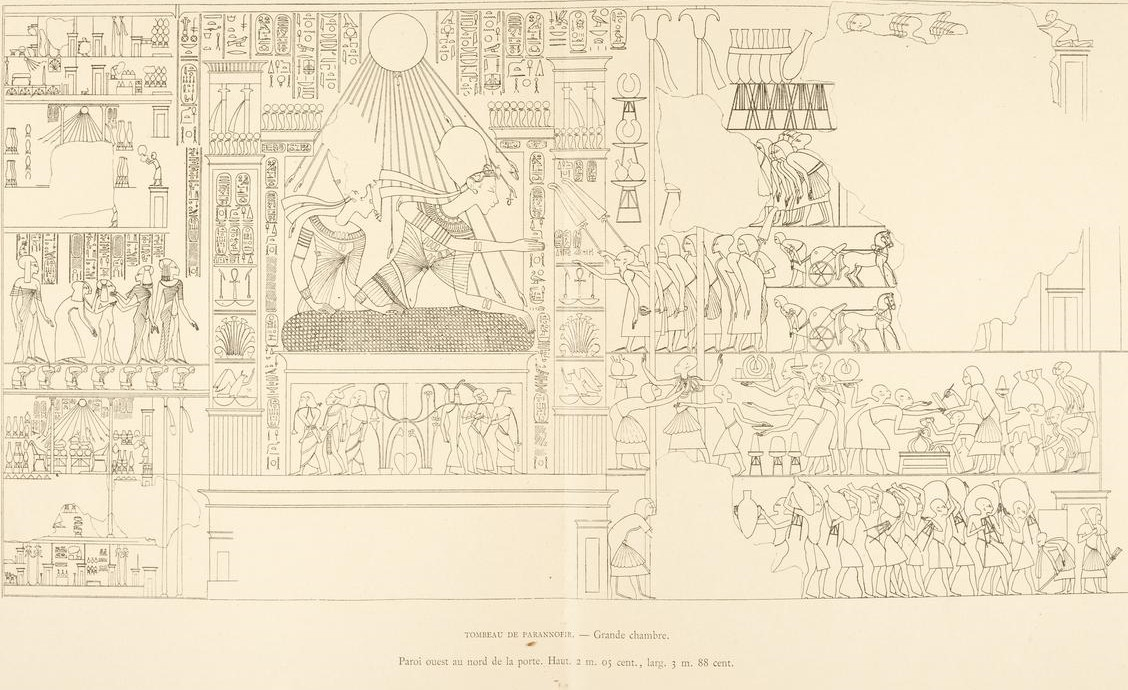
Nefertiti i Amenhotep IV adorant Aten, en un mural a la tomba inacabada (TT188) del majordom reial Parennefer

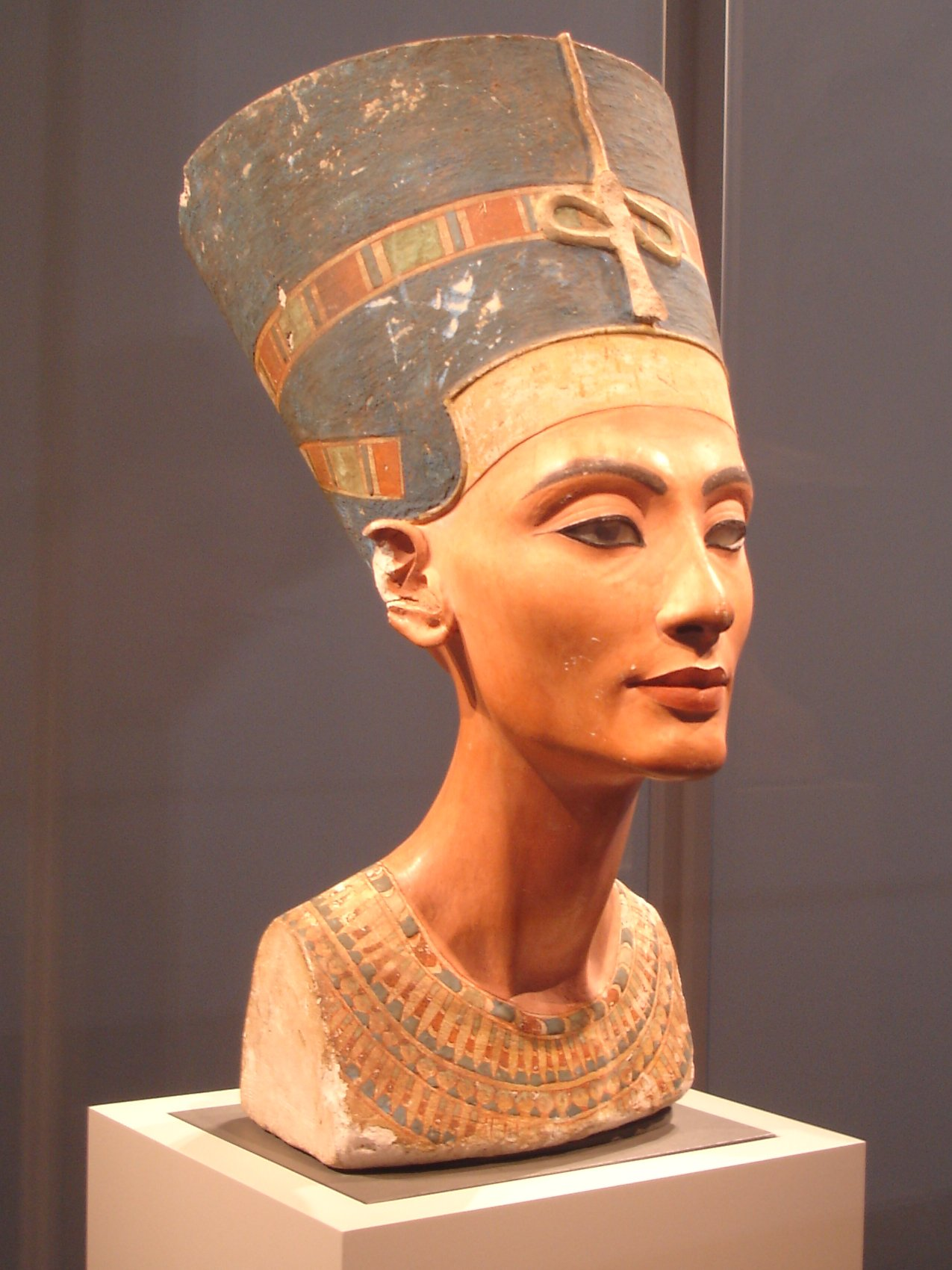
Nefertiti, reproducció del bust

Poc se sap de Nefertiti, llevat que degué ser una dona d'extraordinària bellesa, si es jutja per les referències escrites (fins i tot el seu nom) i pels retrats realitzats amb el realisme propi de l'art d'aquell període excepcional (sobretot el bust policromat del Museu de Berlín). Algunes teories suposen que a la mort del seu espòs va assolir el tron amb el nom de Semenkhare, però això no s'ha pogut demostrar.
Nefertiti apareix per primera vegada a les escenes de Tebes. A la tomba inacabada (TT188) del majordom reial Parennefer, el nou rei Amenhotep IV va acompanyat d'una dona reial, i es creu que aquesta dama és una de les primeres representacions de Nefertiti. El rei i la reina es mostren adorant Aten. A la tomba del visir Ramose, Nefertiti es mostra dempeus darrere d'Amenhotep IV a la Finestra de l'Aparença durant la cerimònia de recompensa per al visir.
Com indiquen les Esteles dels límits, el quart any del seu regnat, Amenhotep IV va canviar-se el nom per Akhenaton i va traslladar la capital a Akhetaton (l'actual Amarna) i Nefertiti va acompanyar el seu marit a la nova capital. Alguns fins i tot suposen que fou la instigadora dels canvis socials, religiosos, econòmics i culturals que aquest va deslligar en substituir el politeisme tradicional egipci pel primer culte de tendència monoteista conegut, centrat en el déu solar Aten; però altres la veuen com la reina que intentava salvar allò que Akhenaton estava destruint.
Se sap que van tenir almenys sis filles junts, Meritaton, Gran esposa reial del successor de son pare, Semenkhare., Meketaton, va morir amb menys de dotze anys, Ankhesenamon, que es va casar amb Tutankhamon, fill d'Akhenaton probablement amb la seva dona secundària Kiya, Neferneferuaton Tasherit (la jove), Neferneferure i Setepenre. Va ser considerada una vegada com a candidata a la mare de Tutankamon, però un estudi genètic realitzat sobre mòmies descobertes suggereix que no ho era.
El grau amb el qual va compartir el poder amb el seu marit varia segons les opinions de cada historiador; a les representacions apareix sovint en condicions d'igualtat, apareix colpejant els enemics d'Egipte, muntant un carro i adorant Aton a la manera d'un faraó i fins i tot a alguna estela apareix amb la falsa barba i la doble corona i dos cartutxos reials. Al dotzè any del seu regnat, hi ha proves que podria haver estat elevada a l'estatus de corregent igual en estatus que el faraó, tal com es pot representar a l'estela de la Corregència.
Quan el nom de Nefertiti desapareix dels registres històrics al 16è any del regnat d'Akhenaton és substituït pel d'un corregent anomenat Neferneferuaten, que es va convertir en una dona faraó. Sembla probable que Nefertiti, tal com havia fet Hatshepsut, va assumir la reialesa amb el nom de Faraó Neferneferuaten després de la mort del seu marit. També és possible que, d'una manera semblant a Hatshepsut, Nefertiti es disfressés d'home i assumis l'alter-ego masculí de Smenkhkare; en aquest cas podria haver elevat la seva filla Meritaten al paper de gran esposa reial. Aquestes interpretacions son objecte de debat actualment.

## Representacions

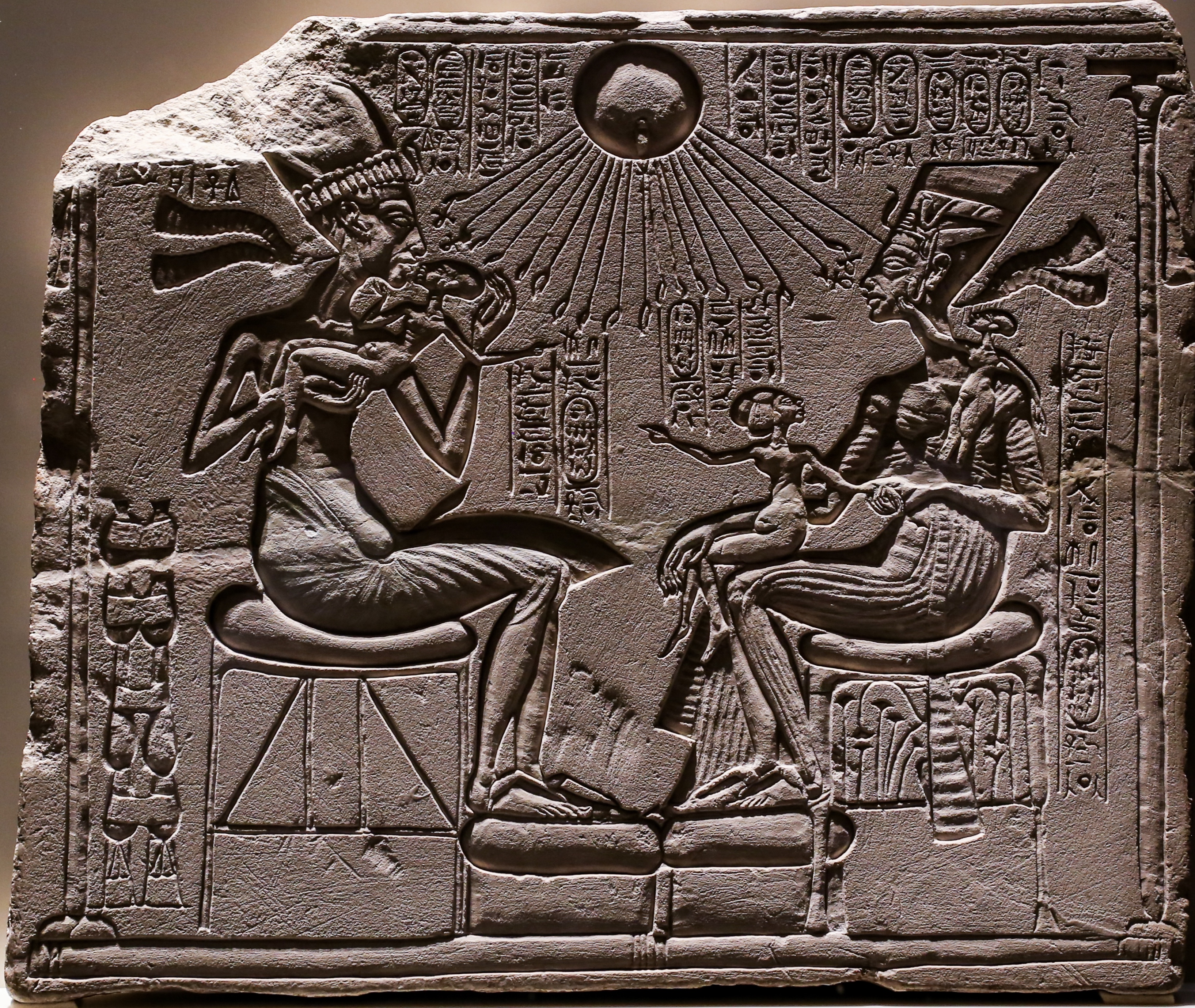
Akhenaton, Nefertiti i tres de les seves filles, sota Aton

De la reina n'han quedat nombroses representacions amb el seu espòs i filles (una novetat, ja que abans no es representava la vida familiar del faraó) en unes fórmules iconogràfiques conegudes com Art d'Amarna que es caracteritza per ser un art delicat on abunden plantes, flors i ocells, així com escenes de gènere semblant a l'«art naturalista», la representació bastant realista de personatges, amb èmfasi en els gestos i línies corbes, fins i tot pel que fa a la família reial (mentre que l'art tradicional era bastant idealista).
També hi ha dos retrats, el primer, que està conservat en el Museu del Caire i que és un cap esculpit d'ulls no incrustats. La segona, conservada al Neues Museum (Museu Nou) de Berlín, és un bust d'uns cinquanta centímetres d'altura, descobert al taller de l'escultor Tutmose a Amarna, el 6 de desembre de 1912. És una obra d'art destacada de l'antiguitat i reconeguda per la seva bellesa.

## Mòmia
La seva mòmia no s'ha trobat. L'enterrament de Nefertiti estava pensat per fer-se dins de la Tomba Reial tal com s'estableix a les Esteles dels límits. És possible que l'annex inacabat de la Tomba Reial fos destinat al seu ús. No obstant això, atès que Akhenaton sembla haver mort abans, és molt poc probable que hi fos enterrada mai. Se sap que es va fer un shabti per a ella. La Tomba 29 inacabada, que hauria estat de dimensions molt similars a la Tomba Reial si s'hagués acabat, és la candidata més probable per a una tomba començada per a l'ús exclusiu de Nefertiti. Com que no té cambra funerària, tampoc hi va ser enterrada.
S'ha suggerit que una de les dues mòmies femenines trobades a KV21 és el cos de Nefertiti. L'anàlisi d'ADN no va donar prou dades per fer una identificació definitiva, però va confirmar que era membre de la línia reial de la XVIII Dinastia. La tomografia computada va revelar que tenia uns 45 anys en el moment de la seva mort; el seu braç esquerre s'havia inclinat sobre el pit en la postura "reina". La possible identificació es basa en la seva associació amb la mòmia identificada provisionalment com Ankhesenamun. Es suggereix que de la mateixa manera que una mare i una filla (Tiye i la dama jove) van ser trobades juntes a KV35, el mateix va passar amb aquestes mòmies.
El 9 de juny de 2003 Joann Fletcher, especialista en l'anàlisi capil·lar de la Universitat de York d'Anglaterra va anunciar la troballa de la mòmia a la tomba KV35 de la Vall dels Reis, que era una mòmia trobada feia cent anys però no identificada. Es va emetre un documental televisiu espectacular, però que en essència no demostrava res definitiu: la tomba havia estat saquejada i l'època de la momificació sembla de la dinastia XVIII, i la posició del cos indicaria reialesa. El 12 de juny del 2003 Zahi Hawass, director del Consell Egipci d'Antiguitats, va alertar de la manca de proves i va rebutjar la identificació.